# Groupe de NGC 3557
Le groupe de NGC 3557 comprend au moins 11 galaxies situées dans la constellation du Centaure. La distance moyenne entre ce groupe et la Voie lactée est d'environ 47,4 Mpc (∼155 millions d'al). 

## Membres
Le tableau ci-dessous liste les 11 galaxies du groupe indiquées dans l'article de A.M. Garcia paru en 1993.   
| Nom                  | Class.        | Type                  | α (J2000.0)   | δ (J2000.0)  | Vitesse radiale (km/s) | m            | Distance (Mpc) | Diamètre (kal) |
| -------------------- | ------------- | --------------------- | ------------- | ------------ | ---------------------- | ------------ | -------------- | -------------- |
| NGC 3533             | (R')SAB(r)ab? | Spirale intermédiaire | 11h 07m 07.5s | -37° 10′ 22″ | 3100 ± 10              | 12,6         | 50,5 ± 3,6     | 172            |
| NGC 3557             | E3            | Elliptique            | 11h 09m 57.6s | -37° 32′ 21″ | 3079 ± 6               | 10,4         | 50,2 ± 3,5     | 246            |
| NGC 3564             | S0?           | Lenticulaire          | 11h 10m 36.4s | -37° 22′ 51″ | 2851 ± 19              | 12,1         | 46,8 ± 3,3     | 98             |
| NGC 3568             | SB(s)c?       | Spirale barrée        | 11h 10m 48.6s | -37° 26′ 52″ | 2444 ± 2               | 12,0         | 40,8 ± 2,9     | 91             |
| NGC 3573             | SA0/a pec     | Lenticulaire          | 11h 11m 18.6s | -36° 52′ 32″ | 2491 ± 8               | 12,3         | 41,5 ± 2,9     | 273            |
| NGC 3557B (PGC33824) | E5?           | Elliptique            | 11h 09m 32.1s | -37° 20′ 59″ | 2897 ± 45              | 12,6         | 47,5 ± 3,4     | 140            |
| ESO 319-16           | SAB(rs)c      | Spirale intermédiaire | 11h 22m 07.7s | -38° 03′ 57″ | 2951 ± 10              | 12,45 ± 0,09 | 48,2 ± 3,4     | 101            |
| ESO 377-10           | SB(rs)b?      | Spirale barrée        | 11h 06m 31.7s | -37° 39′ 11″ | 2867 ± 10              | 10,68        | 47,0 ± 3,3     | 139            |
| ESO 377-12           | SB(r)ab       | Spirale barrée        | 11h 08m 19.7s | -37° 37′ 26″ | 3441 ± 8               | 12,58 ± 0,09 | 55,5 ± 3,9     | 97             |
| ESO 377-21           | SAB(rs)b pec? | Spirale intermédiaire | 11h 10m 56.5s | -35° 59′ 00″ | 2759 ± 5               | 11,72        | 45,5 ± 3,2     | 115            |
| ESO 377-24           | SA(rs)c? pec  | Spirale               | 11h 12m 34.0s | -36° 25′ 41″ | 2928 ± 13              | 11,98 ± 0,09 | 48,0 ± 3,4     | 74             |

Le site DeepskyLog permet de trouver aisément les constellations des galaxies mentionnées dans ce tableau ou si elles ne s'y trouvent pas, l'outil du site constellation permet de le faire à l'aide des coordonnées de la galaxie. Sauf indication contraire, les données proviennent du site NASA/IPAC. 